# Enrique Paso Díaz
Enrique Paso Díaz fue un conocido autor teatral español nacido en Madrid y fallecido en Madrid en 1960.

## Biografía
Nacido en el seno de la familia Paso era hijo del autor Antonio Paso y Cano y hermano de los conocidos Antonio Paso Díaz, Manuel Paso Andrés y Alfonso Paso Gil. Entre su larga parentela de autores y actores se puede considerar que es el menos conocido pero no en calidad.

## Obras de renombre
En sus largas colaboraciones durante años con sus hermanos Enrique obtuvo algunos buenos éxitos con obras de corte cómico, revisteril y zarzuelero.
- Campanela 1930.
- Que se mueran las feas.
- La Pluma roja 1933 revista con su hermano Antonio y maestro Azagra.
- Escalera de Color 1947.
- Lo verás y lo cantarás 1954 con su hermano Antonio, más de 300 representaciones seguidas con música de Zemberg y Tony Leblanc.
- Coja usted la onda con Antonio Paso Díaz y música de Azagra y Tony Leblanc

También participó en algunos guiones cinematográficos con su hermano Antonio Paso Díaz entre ellos se puede citar A los pies de usted en 1945.